# لیگ برتر فوتبال استونی ۱۹۹۲
لیگ برتر فوتبال استونی ۱۹۹۲ (انگلیسی: 1992 Meistriliiga) اولین دوره لیگ برتر فوتبال استونی است که پس از استقلال کشور استونی از اتحاد جماهیر شوروی سوسیالیستی برگزار شده‌است.
باشگاه فوتبال نورما تالین به مقام قهرمانی این دوره از لیگ رسیده‌است.

## مرحله مقدماتی

### گروه غرب
| رتبه | تیم                           | بازی | برد | مساوی | باخت | گل زده | گل خورده | گل تفاضل | امتیاز | صلاحیت             |
| ---- | ----------------------------- | ---- | --- | ----- | ---- | ------ | -------- | -------- | ------ | ------------------ |
| ۱    | باشگاه فوتبال نورما تالین     | ۶    | ۶   | ۰     | ۰    | ۲۹     | ۳        | ۲۶+      | ۱۸     | صعود به مرحله اصلی |
| ۲    | باشگاه فوتبال تی‌وی‌ام‌کی        | ۶    | ۴   | ۱     | ۱    | ۲۱     | ۶        | ۱۵+      | ۱۳     | صعود به مرحله اصلی |
| ۳    | Vigri                         | ۶    | ۴   | ۰     | ۲    | ۱۶     | ۱۴       | ۲+       | ۱۲     | صعود به مرحله اصلی |
| ۴    | Pärnu                         | ۶    | ۲   | ۲     | ۲    | ۱۰     | ۱۲       | ۲−       | ۸      | صعود به مرحله اصلی |
| ۵    | Dünamo                        | ۶    | ۲   | ۱     | ۳    | ۷      | ۱۲       | ۵−       | ۷      | گروه سقوط          |
| ۶    | باشگاه فوتبال ویلیاندی تولویک | ۶    | ۰   | ۱     | ۵    | ۶      | ۲۳       | ۱۷−      | ۱      | گروه سقوط          |
| ۷    | Merkuur                       | ۶    | ۰   | ۱     | ۵    | ۵      | ۲۴       | ۱۹−      | ۱      | گروه سقوط          |

### گروه شرق
| رتبه | تیم                              | بازی | برد | مساوی | باخت | گل زده | گل خورده | گل تفاضل | امتیاز | صلاحیت             |
| ---- | -------------------------------- | ---- | --- | ----- | ---- | ------ | -------- | -------- | ------ | ------------------ |
| ۱    | باشگاه فوتبال فلورا تالین        | ۶    | ۵   | ۱     | ۰    | ۳۶     | ۴        | ۳۲+      | ۱۶     | صعود به مرحله اصلی |
| ۲    | باشگاه فوتبال استی پولوکیوی یووی | ۶    | ۳   | ۳     | ۰    | ۱۸     | ۸        | ۱۰+      | ۱۲     | صعود به مرحله اصلی |
| ۳    | Tartu Kalev                      | ۶    | ۳   | ۲     | ۱    | ۲۲     | ۱۴       | ۸+       | ۱۱     | صعود به مرحله اصلی |
| ۴    | باشگاه فوتبال ناروا ترانس        | ۶    | ۳   | ۲     | ۱    | ۱۴     | ۹        | ۵+       | ۱۱     | صعود به مرحله اصلی |
| ۵    | باشگاه فوتبال سیلامائه کالو      | ۶    | ۱   | ۱     | ۴    | ۴      | ۱۰       | ۶−       | ۴      | گروه سقوط          |
| ۶    | Kohtla-Järve Keemik              | ۶    | ۱   | ۱     | ۴    | ۵      | ۱۳       | ۸−       | ۴      | گروه سقوط          |
| ۷    | Maardu                           | ۶    | ۰   | ۰     | ۶    | ۳      | ۴۴       | ۴۱−      | ۰      | گروه سقوط          |

## مرحله اصلی
| رتبه | تیم                              | بازی | برد | مساوی | باخت | گل زده | گل خورده | گل تفاضل | امتیاز | صلاحیت                                           |
| ---- | -------------------------------- | ---- | --- | ----- | ---- | ------ | -------- | -------- | ------ | ------------------------------------------------ |
| ۱    | باشگاه فوتبال نورما تالین (C)    | ۷    | ۵   | ۲     | ۰    | ۲۲     | ۴        | ۱۸+      | ۱۷     | صعود به مرحله مقدماتی لیگ قهرمانان اروپا ۹۳–۱۹۹۲ |
| ۲    | باشگاه فوتبال استی پولوکیوی یووی | ۷    | ۳   | ۴     | ۰    | ۲۳     | ۱۴       | ۹+       | ۱۳     |                                                  |
| ۳    | باشگاه فوتبال تی‌وی‌ام‌کی           | ۷    | ۳   | ۲     | ۲    | ۲۳     | ۱۳       | ۱۰+      | ۱۱     |                                                  |
| ۴    | باشگاه فوتبال فلورا تالین        | ۷    | ۳   | ۲     | ۲    | ۱۷     | ۹        | ۸+       | ۱۱     |                                                  |
| ۵    | Vigri                            | ۷    | ۳   | ۰     | ۴    | ۹      | ۱۶       | ۷−       | ۹      |                                                  |
| ۶    | Tartu Kalev                      | ۷    | ۱   | ۳     | ۳    | ۱۱     | ۱۸       | ۷−       | ۶      |                                                  |
| ۷    | باشگاه فوتبال ناروا ترانس        | ۷    | ۱   | ۲     | ۴    | ۹      | ۲۸       | ۱۹−      | ۵      |                                                  |
| ۸    | Pärnu                            | ۷    | ۱   | ۱     | ۵    | ۱۰     | ۲۲       | ۱۲−      | ۴      |                                                  |

## گروه سقوط
| رتبه | تیم                           | بازی | برد | مساوی | باخت | گل زده | گل خورده | گل تفاضل | امتیاز | سقوط                 |
| ---- | ----------------------------- | ---- | --- | ----- | ---- | ------ | -------- | -------- | ------ | -------------------- |
| ۹    | Dünamo                        | ۵    | ۴   | ۰     | ۱    | ۱۴     | ۵        | ۹+       | ۱۲     |                      |
| ۱۰   | Kohtla-Järve Keemik           | ۵    | ۳   | ۲     | ۰    | ۱۰     | ۴        | ۶+       | ۱۱     |                      |
| ۱۱   | باشگاه فوتبال سیلامائه کالو   | ۵    | ۲   | ۲     | ۱    | ۸      | ۸        | ۰        | ۸      |                      |
| ۱۲   | Merkuur                       | ۵    | ۱   | ۲     | ۲    | ۸      | ۷        | ۱+       | ۵      | حذفی سقوط            |
| ۱۳   | باشگاه فوتبال ویلیاندی تولویک | ۵    | ۱   | ۲     | ۲    | ۱۱     | ۱۱       | ۰        | ۵      | سقوط به لیگ دسته اول |
| ۱۴   | Maardu (R)                    | ۵    | ۰   | ۰     | ۵    | ۴      | ۲۰       | ۱۶−      | ۰      | سقوط به لیگ دسته اول |

1. ↑  Viljandi stayed in the Meistriliiga as Pärnu JK withdrew from the 1992-93 Meistriliiga, changed their name to Viljandi Tulevik

## حذفی سقوط
| Merkuur | ۱ – ۱ | Narva Kreenholm |
| ------- | ----- | --------------- |
|         |       |                 |

| Narva Kreenholm | ۳ – ۳ | Merkuur |
| --------------- | ----- | ------- |
|                 |       |         |

تساوی ۴–۴، مرکور با گل‌های خارج از خانه برنده شد و سهمیه خود را برای لیگ برتر فوتبال استونی ۹۳-۱۹۹۲ حفظ کرد.